# Patrick Beckert
Patrick Beckert (Erfurt, 17 april 1990) is een Duitse schaatser en gespecialiseerd in de 5000 en 10.000 meter. Hij nam eenmaal deel aan de Olympische Spelen.

## Biografie
Tijdens het WK Junioren in 2008 werd Beckert twintigste. Vanaf 2008/2009 draait hij mee in seniorentoernooien. Op 6 december 2009 reed Beckert tijdens de ploegenachtervolging in Calgary met Jörg Dallmann en Tobias Schneider in 3.43,57 naar een nationaal record.
Tijdens de Olympische Winterspelen in Vancouver werd Beckert 22e op de 5000 meter. Hij was ook de eerste reserve voor de 10.000 meter en Enrico Fabris meldde zich af, maar doordat hij zijn mobiele telefoon te laat opnam was deelname niet meer mogelijk.
In seizoen 2015/2016 maakte hij deel uit van Team JustLease.nl onder leiding van Rutger Tijssen. Sinds 2016 traint hij samen met zijn jongere broer Pedro, die sinds 2018 zijn coach is, in zijn woonplaats Erfurt volgens zijn eigen trainingsprogramma. In 2015, 2017 en 2020 won hij brons op de 10 kilometer tijdens het WK afstanden.

## Persoonlijk
Zijn zus Stephanie Beckert (1988) schaatste ook.

## Persoonlijk records
| Afstand      | Tijd      | Datum            | Baan           |
| ------------ | --------- | ---------------- | -------------- |
| 500 meter    | 37,59     | 2 maart 2019     | Calgary        |
| 1000 meter   | 1.11,91   | 26 oktober 2018  | Inzell         |
| 1500 meter   | 1.45,15   | 3 december 2017  | Calgary        |
| 3000 meter   | 0 3.37,31 | 7 november 2015  | Calgary        |
| 5000 meter   | 0 6.07,02 | 10 december 2017 | Salt Lake City |
| 10.000 meter | 12.47,93  | 14 februari 2020 | Salt Lake City |

## Resultaten
| Jaar | NK Afstanden     | EK Allround | WK Allround | WK Afstanden                         | Olympische Spelen             | WK Junioren          |
| ---- | ---------------- | ----------- | ----------- | ------------------------------------ | ----------------------------- | -------------------- |
| 2007 |                  |             |             |                                      |                               | NC28 · Achtervolging |
| 2008 | 5e 5000m         |             |             |                                      |                               | 20e · Achtervolging  |
| 2009 | 5000m            |             |             |                                      |                               |                      |
| 2010 |                  | NC19        | NC18        |                                      | 22e 5000m                     |                      |
| 2011 | 4e 1500m · 5000m |             |             | 12e 5000m                            |                               |                      |
| 2012 | 1500m · 5000m    | NC14        | 10e         | 21e 1500m 8e 5000m 6e Achtervolging  |                               |                      |
| 2013 |                  |             |             | 9e 5000m 8e 10.000m 6e Achtervolging |                               |                      |
| 2014 |                  |             |             |                                      | 23e 1500m 8e 5000m 6e 10.000m |                      |
| 2015 |                  |             | NC17        | 7e 5000m · 10.000m · 16e massastart  |                               |                      |
| 2016 |                  |             | 7e          | 4e 5000m 4e 10.000m                  |                               |                      |
| 2017 |                  |             | 7e          | 7e 5000m · 10.000m                   |                               |                      |
| 2018 |                  |             |             |                                      | 10e 5000m 7e 10.000m          |                      |
| 2019 |                  |             | NC15        | 6e 5000m 4e 10.000m                  |                               |                      |
| 2020 |                  |             |             | 6e 5000m · 10.000m                   |                               |                      |
| 2021 |                  |             |             | 9e 5000m 9e 10.000m                  |                               |                      |
| 2022 |                  |             |             |                                      | 11e 5000m 7e 10.000m          |                      |
|      |                  |             |             |                                      |                               |                      |
| 2025 |                  |             |             | 16e 5000m                            |                               |                      |

 NC = niet gekwalificeerd voor de laatste afstand 

### Medaillespiegel
| Kampioenschap | Goud | Zilver | Brons |
| ------------- | ---- | ------ | ----- |
| NK Afstanden  | 0    | 1      | 0     |